# Погранкондуши (посёлок при станции)
Погранко́ндуши (карел. Rajakondu, фин. Rajakontu) — упразднённый в 1957 году посёлок при станции Погранкондуши в Питкярантском районе Республики Карелия Российской Федерации. Включён в черту деревни Погранкондуши.

## История
В результате сокращения населения в 1957 году деревни Мансила (Манссила), Кавгозеро, Ковайно (Кавайно) и посёлок при станции Погранкондуши были присоединены к деревне Погранкондуши.
В 2001 году Мансила, Кавгозеро и Ковайно были образованы вновь в качестве отдельных населённых пунктов.